# Гуайта, Станислас де
Станислас де Гуайта (фр. Stanislas de Guaita; 6 апреля 1861, Таркемполь, Мозель — 19 декабря 1897) — французский поэт, обосновавшийся в Париже, специалист в эзотеризме, каббале и европейском мистицизме.
Член «Тулузского Ордена Розенкрейцеров», соучредитель "Каббалистического Ордена Розы+Креста". Активный и видный деятель Ордена Мартинистов, сильно повлиявший на идеологию и учение данного Ордена.
Пользовался большой популярностью и успехом среди современников. 
Также был искусен в магии и оккультизме, и часто вступал в полемику с другими их представителями. Исследователи отмечают, что  магия и оккультизм были важной частью его произведений.

## Молодость
Станислас де Гуайта происходил из благородной итальянской семьи, переселившейся во Францию. Происходил из древнего аристократического рода и обладал дворянским титулом «маркиз». Родился в замке Алтевилля в коммуне Таркемполь в Мозэле, посещал лицей в Нанси, где изучал химию, метафизику и Каббалу (последнюю - частным образом). 
Будучи молодым человеком, он переехал в Париж, и его роскошные апартаменты стали местом встреч для поэтов, художников и писателей, которые были заинтересованы в обсуждении эзотеризма и мистицизма. 
В 1880 де Гуайта опубликовал два сборника поэзии «Тёмная муза» (1883) и «Мистическая Роза» (1885), которые имели большой успех.

## Розенкрейцерская, мартинистская и оккультная деятельность
В 1883 году де Гуайта получил от Катулла Мендеса, заинтересовавшегося им, книгу «Учение и ритуал высшей магии» Элифаса Леви. Книга произвела на него глубокое впечатление. С тех пор оккультные воззрения де Гуайты формировались под влиянием трудов аббата Альфонса Луи Констана (Элифаса Леви), и близких ему по духу авторов — маркиза Сент-Ива д’Альвейдра, и Фабра д’Оливе.
Однако, окончательно посвятить себя оккультной деятельности, оставив даже поэзию, де Гуайта решается после прочтения романа Жозефа Пеладана, затрагивавшего темы Розенкрейцерства. В 1884 де Гуайта и Пеладан познакомились в Париже и предприняли попытку реставрации Братства Розы+Креста, на основе преемственности от загадочного «Тулузского Ордена Розенкрейцеров». Орден Розы+Креста, к которому возводил свою преемственность Тулузсский Орден, согласно его главе виконту де Лапассу, являлся тем самым легендарным и тайным Орденом, чей первый документ был впервые опубликован в начале 1600-х.. Также считает и исследователь тайных обществ Джон Майкл Грир, утверждая, что преемственность и происхождение Каббалистического Ордена Розы+Креста через «Тулузский Орден Розенкрейцеров» восходит к первым в средневековой Германии розенкрейцерским братствам. Однако, документально преемственность Ордена подтверждена лишь до XVIII века. В Ордене, ко времени принятия в него де Гуайты, состоял как Жозефин Пеладан, так и его старший брат Адриан. Они представили де Гуайту главе Ордена Фермену Буассину (мистический псевдоним — «Симон Бругал»), и тот принял его. Впоследствии, после его смерти, они преобразовали Тулузский Орден в "Каббалистический Орден Розы+Креста". Также, сразу после преобразования и реставрации Ордена, они приняли в него Жерара Анкосса, чтобы заручиться его помощью и поддержкой. Анкосс, известный под псевдонимом «Папюс» был французским оккультистом, автором книг по Магии, Каббале и Таро.
Де Гуайта и Пеладан реформировали и преобразовали «Тулузский Орден Розенкрейцеров» в Каббалистический Орден Розы+Креста в 1888 году.
Розенкрейцерский Орден Станисласа де Гуайты проводил занятия по каббале, эзотерической форме мистицизма, целью которых является выявить сокрытую мистическую способность проникать в суть Библии и Божественной сущности. Также Орден проводил экзамены и присуждал университетские градусы в отношении занятий каббалой. Данная особенность выгодно отличала Орден от основной массы тайных магических обществ того периода, взявших за образец степени франкмасонства, и не проводивших обучение и качественную проверку знаний перед возвышениями в следующие градусы.
Де Гуайта обладал обширной личной библиотекой, наполненной книгами, посвященным метафизическим проблемам, магии и «тайным наукам». Современники называли его «Принцем Розенкрейцерства», так как он уделял большое внимание изучению Розенкрейцерства.

### "Каббалистический Орден Розы+Креста и Мартинизм"
В течение 1889—1891-х годов Папюс организует «Верховный Совет Ордена Мартинистов», который по своей сути представлен членами «Каббалистического Ордена Розы†Креста», таким образом, что сам Орден Мартинистов становится для него как бы «внешним кругом». Станислас де Гуайта некоторое время руководил приемом в Орден Мартинистов, и составил для него некоторые обучающие материалы, и инициатическую речь, произносившуюся при возвышении в одну из степеней.

### Мировоззрение и философия Станисласа де Гуайты
Станислас де Гуайта верил в единство и древность посвятительной традиции, считая, что основные её тайны, которые он называл «Арканами», ведут своё происхождение из античных мистерий. В его воззрениях и учении посвятительная цепь традиции простиралась из древнего Шумера и Вавилона, через мистерии эллинов, ессев, тамплиеров и розенкрейцеров до его непосредственных посвятителей. Однако, он также был убежден, что в священнической и епископальной среде ортодоксальных христианских церквей также сохранялась премудрость посвятительной традиции.  
В своих работах, Гуайта много раз упоминает христианскую религию в общем, и католицизм в частности, как крайне возвышенную школу мистицизма, хотя и констатирует, что церковь не удержала у себя жреческий эзотеризм, осудив его под названием магии. Гуайта считал себя христианином, и личность Христа для него была весьма важна. 
Он писал: 
«Иисус Христос — солнце человечества, в его Евангелии следует искать закон вечной жизни; его дух содержится там целиком. Но он сам предупреждал нас о том покрове, который нужно разорвать, если мы хотим, чтобы Минерва открылась нам в своей целомудренной и чудесной наготе: буква убивает, и только Дух животворит». 
Особо де Гуайта почитал теурга Мартинеса де Паскуалли, его ученика Луи Клода де Сен-Мартена, и таких деятелей эпохи возрождения, как Генрих Кунрат, Христиан Кнорр фон Розенрот, Эммануил Сведенборг и Якоб Бёме. Однако, большую часть сведений относительно именно магии и колдовства, которые он различал, и противопоставлял друг другу, он почерпнул из книг аббата Альфонса Луи Констана (Элифаса Леви). Леви был для него высочайшим авторитетом в вопросах магии.
Противопоставление магии и колдовства играло большую роль в творчестве, мировоззрении и философии де Гуайты. В представлении Станисласа де Гуайты, магия — это Божественная наука, призванная быть инструментом в руках человека, для исполнения воли Божьей. Колдовство же, согласно де Гуайте, является «использованием во зло сил природы». Это определение он заимствует у Элифаса Леви, как и само противопоставление магии (или Высшей магии, которую Гуайта называет «магией света») и колдовства (или чёрной магии). Целью колдовства, согласно его представлению, является удовлетворение корыстолюбивых и грубых страстей; преступления колдуна совершаются против Бога, против самого себя, и против ближнего. Настоящая же «магия света», по его мнению, всегда должна совершать поступки служения Богу и ближнему.
Станисласу де Гуайте было тридцать лет, когда вышла его книга «Храм Сатаны», первый том его трилогии «Змей книги Бытия».. Эта трилогия является фундаментальным трудом всей его жизни, и наиболее точно описывает его мировоззрение и взгляды, а также отображает глубину его познаний в оккультизме. В этих книгах он критикует нечестивые обряды древности, включавшие человеческие жертвоприношения, и увлечения современных ему спиритов и медиумов, предоставлявших, по его мнению, свои тела и души демонам и «астральным лярвам» — так именуется в оккультизме вампирическое существо, порожденное хаотическими человеческими желаниями и вредными привычками. В этой книге де Гуайта причисляет к колдунам, и порицает ересиархов раннехристианской эпохи, таких как Маркион, Арий, Василид и Мани. К чёрным магам он относит и маршала Жиля де Рэ. Однако, подлинным посвящённым в своих трудах, он склонен считать Жака де Моле, вопреки его осуждению католической церковью. К адептам света он также причисляет следующих деятелей: монаха Василия Валентина, каббалиста Седекию, Альберта Великого, Раймонда Луллия, графа Бернара Тревизианского, Николя Фламеля, Генриха Корнелиуса Агриппу, аббата Тритемия, Гильома Постеля, Мартинеса де Паскуалиса и Сен-Мартена.
В этой же своей трилогии он критикует франкмасонство, называя его «побочной и плохо привитой ветвью на древнем стволе традиции, не сознающей даже наименее значительных из своих тайн; в которой старые символы, почитающиеся и передающиеся с благоговейным формализмом, стали мертвой буквой, языком, алфавит которого франкмасонство утратило так, что теперь его последователи не ведают, откуда и куда держат путь».
Трилогия, а точнее, её третий том, так и остались незавершенными, поскольку Станислас де Гуайта умер раньше, чем окончил его.

## Магическая война с черными магами
В конце 1880-х аббат Жозеф-Антуан Буллан, лишённый сана католический священник и глава схизматической ветви, названной «Церковью Кармеля», начал «магическую войну» против де Гуайты. Французский писатель Жорис-Карл Гюисманс, поддерживавший Буллана, сделал де Гуайту прототипом каноника Докра в романе «Там, внизу». Другой соратник Буллана, писатель Жюль Буа, вызвал де Гуайту на дуэль. В качестве оружия были выбраны пистолеты. Оба дуэлянта промахнулись. Как позже выяснилось, пуля де Гуайты застряла в стволе пистолета; Жюль Буа впоследствии объяснял это «магическим заступничеством».

## Конец жизни
К 1890 сотрудничество де Гуайты, Папюса и Пеладана становилось все более и более напряжённым из-за разногласий относительно стратегии и доктрин. Гуайта и Папюс лишились поддержки Пеладана, который покинул их, чтобы основать более католический Орден.
В последние годы жизни де Гуайта пристрастился к морфию, который использовал первоначально в качестве болеутоляющего средства. Лоран Тайад писал, что поэт стал настолько зависим от наркотика, что заказывал его килограммами. Художники и поэты из окружения Жозефа Пеладана также обвиняли де Гуайту в распространении морфия среди других молодых людей его круга, однако неизвестно, насколько данная информация соответствует действительности. Так или иначе, употребление морфина ухудшило его и без того слабое здоровье, в результате чего он умер 19 декабря 1897 года в возрасте тридцати шести лет. Биограф поэта Андре Бильи называет причиной его смерти уремию, об этом же свидетельствуют и родственники Станисласа де Гуайты. По мнению Ричарда Кавендиша, де Гуайта мог скончаться вследствие передозировки морфия.

### Поэмы и сборники стихов
- Перелётные птицы (1881)
- Чёрная Муза (1883)
- Мистическая Роза (1885)

### Работы по оккультизму
- У порога Тайны (1886)
- Трилогия «Змей Книги Бытия»:

1. Первый септенер, «Храм Сатаны» (1891)
2. Второй септенер, «Ключ к Чёрной магии» = La Clef de La Magie Noire (1897)
3. Третий септенер, «Проблема Зла» (неоконченное произведение, частично продолжено Освальдом Виртом, а также Мариусом Лепажем) (1975)

### Переводы на русский язык
- Змей Книги Бытия. В трёх книгах. Книга 1 / Станислас де Гуайта, Москва, 2004
- Ключ к Чёрной магии. (Третья часть "Змея Книги Бытия") / Станислас де Гуайта, Н. Новгород, ИП Москвичев, 2013. ISBN 978-5-904844-40-0